# Фонча, Джон Нгу
Джон Нгу Фонча (фр. John Ngu Foncha; 21 июня 1916, Баменда — 10 апреля 1999, Баменда) — камерунский политик, бывший 5-й премьер-министр Камеруна.

## Карьера
Родился в деревне Нквен (пригород города Баменда). С конца 1930-х работал учителем в Баменде. В 1942—1957 был профсоюзным активистом Союза католических учителей Баменды и председателем отделения Союза учителей Баменды. В 1953 стал главой городской секции партии Камерунский национальный конгресс. В 1955 покинул партию из-за разногласий по вопросу о воссоединении страны, основал Камерунскую национально-демократическая партию (КНДП) и стал премьер-министром Британского Камеруна.
Занимал эту же должность с 1 февраля 1959 по 1 октября 1961, когда страна объединилась в федерацию с франкоязычным Камеруном.
С 1 октября 1961 по 13 мая 1965 одновременно занимал посты премьер-министра Камеруна и вице-президента Республики. Последний пост занимал до 1970.
В 1994 возглавил делегацию Национального совета Южного Камеруна (SCNC) в Организации Объединенных Наций.
Умер в Баменде 10 апреля 1999 в возрасте 82 лет.

## Галерея

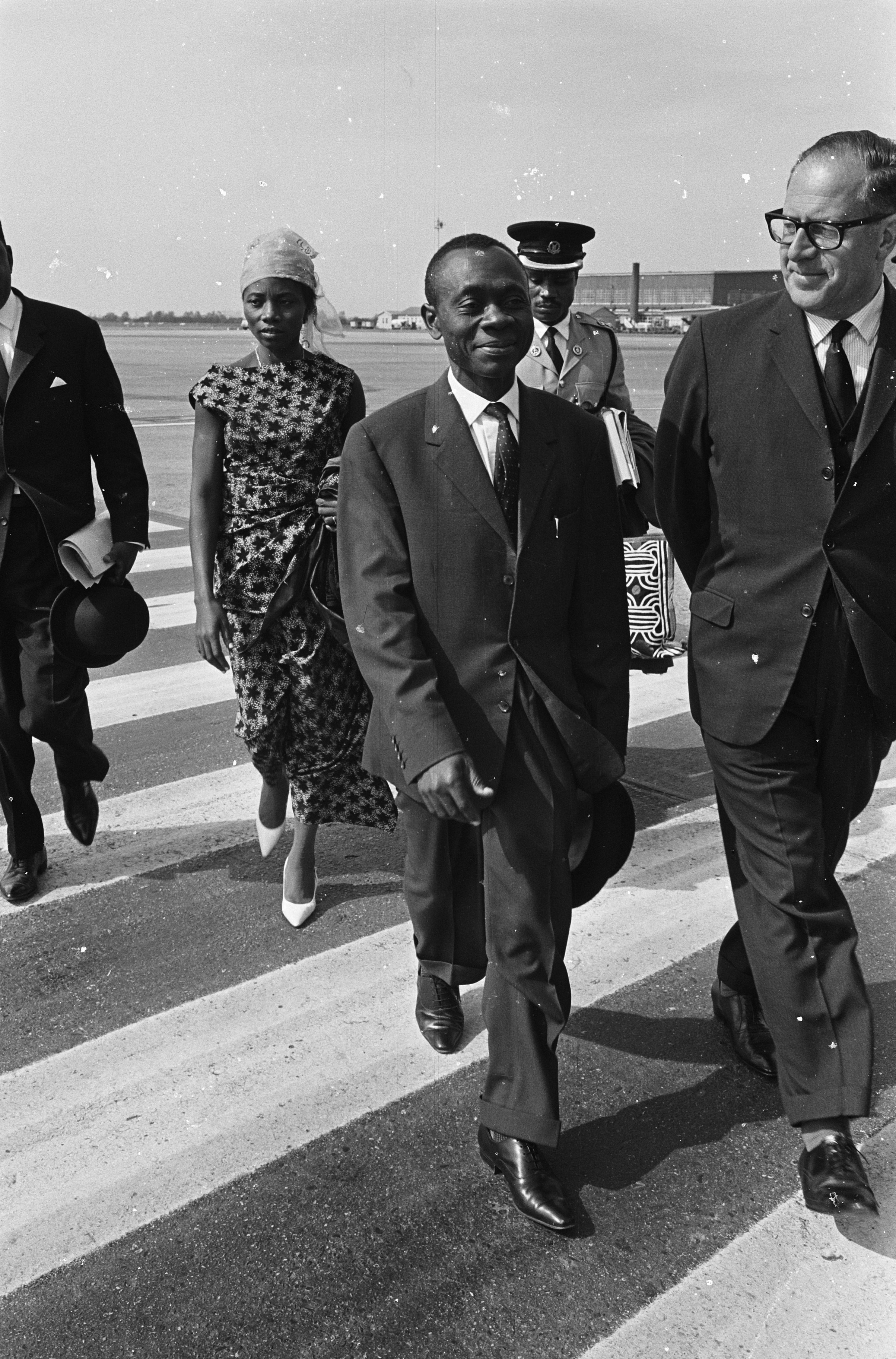
Прибытие вице-президента Камеруна Дж. Фонча в Схипхол, справа его жена г-жа Нгу.